# Săndulache Miclescu
Sandu (Săndulache) Miclescu (n.  1804, – d. 23 noiembrie 1877, Șerbești), membru al familiei de boieri moldoveni Miclescu, a fost spătar și deputat în Divanul Ad-hoc în timpul domniei lui Al. I. Cuza. A jucat un rol important în revoluția de la 1848 din Moldova.

## Primii ani de viață
Fiu mezin al paharnicului Manolache Miclescu și al Smarandei Sturdza, se naște în anul 1804 la moșia părintească de la Șerbești, pe atunci în ținutul Vasluiului. Rămane orfan de ambii părinți, la numai opt ani, și este luat în grijă de un unchi de-al sau din ramura botoșăneană a Micleștilor, care se ocupă de educația lui angajându-i dascăli greci și francezi apoi trimițându-l la școala lui Gheorghe Asachi. La 19 ani se întoarce la Șerbești luându-și moșia în stăpânire. Se căsătorește cu Anastasia Rosetti, fiica spătarului Matei Rosetti de care se desparte în foarte scurt timp. 

## Participarea la mișcarea revoluționară
În anul 1839 se alătură conjurației confederative a comisului Leonte Radu, care urmărea să doboare regimul autocrat a lui Mihail Sturdza. Aceștia întocmiseră și un proiect pentru cele ce s-au socotit spre îndreptarea în ale Ocârmuirii din lăuntru.
După ce domnitorul Mihail Sturdza lichidează conjurația, Săndulache Miclescu se regăsește printre membrii unei noi mișcări condusă de profesorul francez I. A. Vaillant cunoscută sub numele de Societatea filantropică sau Fiii coloniei lui Traian despre nord-est a provinciei Moldova. Nici aceasta nu va rezista, fiind demontată la fel de repede iar membrii săi trimiși peste hotare sau închiși. Astfel Săndulache Miclescu ajunge să fie izolat câteva luni la mănăstirea Secu la ordinul domnitorului pentru a fi reeducat, considerându-l, la fel ca și pe ceilalți partizani, un ateu și adversar al principiilor societății.
În anul 1842 pleacă la Paris unde o întâlnește pe Ernestina Guinier cu care se căsătorește la 15 februarie 1845 și alături de care va întemeia o numeroasă familie la întoarcerea în țară.
La 21 martie 1848 participă alături de A. I. Cuza la adunarea de la hotelul Petersburg din Iași care avea să fie începutul revoluției pașoptiste din Moldova. Și de această dată eșuează și este trimis în surghiun peste hotare, la Constantinopol. Reîntors în țară, devine membru în comitetul pentru unire și deputat în Divanul Ad-hoc.

## Activitatea politică
După alegerea lui Cuza, la îndemnul nepotului său Anastasie Panu, candidează ca senator în districtul Vaslui. Săndulache Miclescu este cel care îl informează pe Cuza despre mersul reformei agrare în ținuturile din Moldova. Susținător al acestei reforme, renunță la despăgubirile bănești ce îi reveneau conform legii, după împroprietărirea clăcașilor de pe moșia sa.

## Ascendență
| Sandu C. Miclescu | Sandu C. Miclescu | Sandu C. Miclescu | Sandu C. Miclescu | Sandu C. Miclescu | Sandu C. Miclescu |                    |                    |                    |                    |                    |                    | Safta Costachi | Safta Costachi | Safta Costachi | Safta Costachi | Safta Costachi      | Safta Costachi |  |  | Iordachi Sturdza | Iordachi Sturdza | Iordachi Sturdza | Iordachi Sturdza | Iordachi Sturdza | Iordachi Sturdza |                  |                  |                  |                  |                  |                  | Ileana Rosetti | Ileana Rosetti | Ileana Rosetti | Ileana Rosetti | Ileana Rosetti | Ileana Rosetti |  |  |  |  |
| Sandu C. Miclescu | Sandu C. Miclescu | Sandu C. Miclescu | Sandu C. Miclescu | Sandu C. Miclescu | Sandu C. Miclescu |                    |                    |                    |                    |                    |                    | Safta Costachi | Safta Costachi | Safta Costachi | Safta Costachi | Safta Costachi      | Safta Costachi |  |  | Iordachi Sturdza | Iordachi Sturdza | Iordachi Sturdza | Iordachi Sturdza | Iordachi Sturdza | Iordachi Sturdza |                  |                  |                  |                  |                  |                  | Ileana Rosetti | Ileana Rosetti | Ileana Rosetti | Ileana Rosetti | Ileana Rosetti | Ileana Rosetti |  |  |  |  |
|                   |                   |                   |                   |                   |                   |                    |                    |                    |                    |                    |                    |                |                |                |                |                     |                |  |  |                  |                  |                  |                  |                  |                  |                  |                  |                  |                  |                  |                  |                |                |                |                |                |                |  |  |  |  |
|                   |                   |                   |                   |                   |                   | Manolache Miclescu | Manolache Miclescu | Manolache Miclescu | Manolache Miclescu | Manolache Miclescu | Manolache Miclescu |                |                |                |                |                     |                |  |  |                  |                  |                  |                  |                  |                  | Smaranda Sturdza | Smaranda Sturdza | Smaranda Sturdza | Smaranda Sturdza | Smaranda Sturdza | Smaranda Sturdza |                |                |                |                |                |                |  |  |  |  |
|                   |                   |                   |                   |                   |                   | Manolache Miclescu | Manolache Miclescu | Manolache Miclescu | Manolache Miclescu | Manolache Miclescu | Manolache Miclescu |                |                |                |                |                     |                |  |  |                  |                  |                  |                  |                  |                  | Smaranda Sturdza | Smaranda Sturdza | Smaranda Sturdza | Smaranda Sturdza | Smaranda Sturdza | Smaranda Sturdza |                |                |                |                |                |                |  |  |  |  |
|                   |                   |                   |                   |                   |                   |                    |                    |                    |                    |                    |                    |                |                |                |                |                     |                |  |  |                  |                  |                  |                  |                  |                  |                  |                  |                  |                  |                  |                  |                |                |                |                |                |                |  |  |  |  |
|                   |                   |                   |                   |                   |                   |                    |                    |                    |                    |                    |                    |                |                |                |                | Săndulache Miclescu |                |  |  |                  |                  |                  |                  |                  |                  |                  |                  |                  |                  |                  |                  |                |                |                |                |                |                |  |  |  |  |